# Mrs Henderson Presents
Mrs Henderson presents ist ein Musical von George Fenton and Simon Chamberlain (Musik), Don Black (Liedtexte) und Terry Johnson (Buch). Das Werk wurde am 26. August 2015 im Theatre Royal in Bath uraufgeführt und lief von Februar 2016 bis Juni 2016 im Londoner Noël Coward Theatre. Bei den Olivier Awards 2016 wurde es in der Kategorie Best New Musical nominiert und die Hauptdarstellerin Tracie Bennett erhielt eine Nominierung in der Kategorie Best Actress in a Musical.
Das Musical basiert auf dem gleichnamigen Film Mrs Henderson Presents (dt.: Lady Henderson präsentiert) aus dem Jahr 2005 und erzählt die wahre Geschichte von Laura Henderson und dem Londoner Windmill Theatre.

## Inhalt

### Akt I
London 1937: Die etwas exzentrische, aber lebenslustige und unter ihrer schroffen Oberfläche eigentlich gutmütige Witwe Laura Henderson will ihr Geld nutzen, um das Londoner Windmill Theater zu führen. Da sie keine Ahnung hat, wie ein Theater zu führen ist, engagiert sie Vivian Van Damm, der die künstlerische Leitung übernehmen soll. Obwohl er zunächst ein Problem mit Mrs Hendersons schroffer Art hat und sich von ihren unsensiblen Bemerkungen beleidigt fühlt, übernimmt er dennoch die Arbeit.
Nach den ersten Auditions ist schließlich ein Programm zusammengestellt und auf die Bühne gebracht. Doch die Einnahmen können die Kosten nicht decken und das Theater läuft mehr schlecht als recht. Schließlich erinnert sich Laura Henderson an einen Besuch in Frankreich und die nackten Tänzerinnen der dortigen Cabarets. Diese Idee will sie nach England bringen. Vivian Van Damm weist sie auf die strengen moralischen Regeln im England jener Jahre hin, doch Laura Henderson ist mit dem dafür zuständigen Lord Cromer befreundet. Dieser reagiert zunächst erwartungsgemäß ablehnend, doch als Laura Henderson die Idee hat, dass die nackten Damen sich nicht auf der Bühne bewegen und auf entsprechende Bilder in den Museen hinweist, stimmt Lord Cromer schließlich zu.
Doch nachdem Lord Cromer überredet wurde zuzustimmen, müssen auch noch die Tänzerinnen des Windmill Theatre überzeugt werden nackt aufzutreten. Als auch dies gelungen ist, kann die erste Show präsentiert werden und die Lebenden Bilder des Windmill Theatre werden gleich ein sensationeller Erfolg beim Publikum. Doch gleichzeitig rücken auch die Schrecken des Zweiten Weltkriegs immer näher. Spätestens als das Windmill Theatre bombardiert wird, müssen Laura Henderson, Vivian Van Damm und die Künstler des Windmill sich eingestehen, dass es außerhalb der Phantasiewelt des Theaters noch eine reale Welt gibt, deren Schrecken sich nicht mehr ignorieren lässt.

### Akt II
Die Schrecken des Krieges haben England voll erfasst. Eddie, einer der Mitarbeiter, hat sich zum Dienst als Soldat verpflichtet. Gleichzeitig gibt es Probleme mit den strengen Sittenregeln. Doch die Situation schweißt die Angestellten des Windmill Theatre auch zusammen und sie beschließen trotzig, sich weder von prüden Moralisten noch den Nazis stoppen zu lassen und den Theaterbetrieb aufrechtzuerhalten. Mrs Henderson verkündet: We’ll Never Close.
Bei einem Besuch von Eddie gesteht er der Tänzerin Maureen seine Liebe. Obwohl sie nicht wirklich in ihn verliebt ist, lässt sie sich auf ein Abenteuer mit ihm ein. Als sie später merkt, dass sie schwanger ist, hört sie zunächst als Tänzerin auf und informiert sich über Möglichkeiten zur Abtreibung. Doch im Windmill gehen die Shows weiter: The Show must go on.
Plötzlich erreicht eine traurige Botschaft die Mitarbeiter des Windmill: Eddie ist im Krieg gefallen, als er seine Kameraden retten wollte. Das ganze Theater steht unter Schock und Mrs Henderson beschließt, dass sie nicht weitermachen kann und das Theater schließen will. Sie hat keine Kraft mehr gegen alle Widrigkeiten zu kämpfen und will nicht dafür verantwortlich sein, falls bei einem Bombenangriff auf das Theater Mitarbeiter oder Zuschauer getötet werden. Selbst Vivian Van Damm, der mittlerweile zu einem guten Freund geworden ist, gelingt es nicht sie umzustimmen. Die sonst so lebenslustige Mrs Henderson hat jeden Mut und jede Freude am Leben verloren.
Doch dann kehrt Maureen ins Windmill zurück. Sie hat beschlossen, Eddies Kind nicht abzutreiben. Auch ihr gelingt es zunächst nicht, Mrs Henderson umzustimmen und von ihrem Beschluss abzubringen. Doch als sie sagt, dass eine Schließung des Windmill nicht in Eddies Sinn gewesen wäre und dass dies ein Sieg für die Nazis und alle prüden Feinde der Freiheit wäre, beginnt Mrs Henderson doch nachzudenken. Als Maureen Mrs Henderson daran erinnert, was sie schon alles erreicht haben und dass jeder Berg schwer zu erklimmen ist, ändert Laura Henderson doch noch ihre Meinung.
Schließlich findet sich das gesamte Ensemble wieder zusammen und stellt eine Show auf die Bühne, prächtiger als alles, was sie vorher gemacht haben.

## Musik
Die Musik ist für ein achtköpfiges Orchester ausgelegt, bestehend aus Keyboard, Holzblasinstrumente, Trompete, Schlagzeug, Percussion, Bass und Cello.
Folgende Musikstücke sind im Musical zu hören:

### Akt I
- Ouvertüre
- Everybody Loves the Windmill
- Mrs Henderson Presents
- Whatever Time I Have
- Lord Chamberlain's Song
- What a Waste of a Moon
- Rubens and Renoir
- Ordinary Girl
- It Starts With a Dream
- Perfect Dream
- You Couldn't Make It Up
- Living in a Dream World
- He's Got Another Think Coming

### Akt II
- Women at War
- Now is Not the Time
- Anything But Young
- We'll Never Close
- Whatever Time I Have (Reprise)
- What a Waste of a Moon (Reprise)
- Now is Not the Time (Reprise)
- Innocent Soldier
- Mrs Henderson Presents (Reprise)
- If Mountains Were Easy to Climb
- We Never Closed
- Everybody Loves the Windmill (Reprise)

## Originalbesetzung
| Rolle                           | Original-Besetzung Theatre Royal              | Original-Besetzung London                                               |
| ------------------------------- | --------------------------------------------- | ----------------------------------------------------------------------- |
| Laura Henderson                 | Tracie Bennett                                | Tracie Bennett                                                          |
| Vivian Van Damm                 | Ian Bartholomew                               | Ian Bartholomew                                                         |
| Maureen                         | Emma Williams                                 | Emma Williams                                                           |
| Arthur                          | Mark Hadfield                                 | Jamie Foreman                                                           |
| Lord Cromer                     | Graham Hoadly                                 | Robert Hands                                                            |
| Eddie                           | Matthew Malthouse                             | Matthew Malthouse                                                       |
| Bertie                          | Samuel Holmes                                 | Samuel Holmes                                                           |
| Peggy                           | Katie Bernstein                               | Katie Bernstein                                                         |
| Doris                           | Lizzy Connolly                                | Lizzy Connolly                                                          |
| Vera                            | Lauren Hood                                   | Lauren Hood                                                             |
| Lady Conway                     | Jane Milligan                                 | Liz Ewing                                                               |
| Suzanne                         | Katrina Kleve                                 | Katrina Kleve                                                           |
| Frank                           | Alexander Delamere                            | Alexander Delamere                                                      |
| Cyril                           | Dickie Wood                                   | Dickie Wood                                                             |
| Aggie                           | Julie Armstrong                               | Tania Newton                                                            |
| Sid                             | Andrew Bryant                                 | Andrew Bryant                                                           |
| Magician                        | Neil Stewart                                  | Neil Stewart                                                            |
| Nigel / Lord Cromer's Secretary | Oliver Jackson                                | Oliver Jackson                                                          |
| Windmill Girls                  | Sarah Bakker Rhiannon Chesterman Victoria Hay | Sarah Bakker Rhiannon Chesterman Victoria Hay                           |
| Swings                          |                                               | Sam O’Rourke Ian-Gareth Jones Graham Vick Emily Goodenough Lauren Logan |

## Aufführungsgeschichte
Am 6. März 2015 wurde verkündet, dass Janie Dee die Rolle der Laura Henderson übernehmen wird. Als am 7. Juli 2015 die Proben begannen, wurde jedoch bekannt gegeben, dass stattdessen Tracie Bennett die Hauptrolle übernimmt.
- 26. August 2015 (Previews ab 15. August 2015) – 25. September 2015: Theatre Royal, Bath, England.
- 16. Februar 2016 (Previews ab 9. Februar 2016) – 18. Juni 2016: Noël Coward Theatre, London, England.
- 15. März 2017 – 23. April 2017: Royal Alexandra Theatre, Toronto, Kanada. (Ursprünglich war die erste Vorstellung schon für den 12. März 2017 geplant, musste aber aufgrund der Hurricanes Ewan und Doris um drei Tage verschoben werden.)

## Tonträger
- Mrs Henderson Presents – Original London Cast Recording (Label: Sony Classical, veröffentlicht am 4. März 2016)

## Auszeichnungen & Nominierungen
Laurence Olivier Award 2016
- Nominierung als „Bestes Neues Musical“
- Nominierung für Ian Bartholomew in der Kategorie „Bester Hauptdarsteller in einem Musica“
- Nominierung für Tracie Bennett in der Kategorie „Beste Hauptdarstellerin in einem Musical“
- Nominierung für Emma Williams in der Kategorie „Beste Nebendarstellerin in einem Musical“